# 池内博之
池内 博之（いけうち ひろゆき、1976年11月24日 - ）は、日本の俳優。レプロエンタテインメント所属。茨城県勝田市（現・ひたちなか市）出身。

## 来歴・人物
日本人の父親とエルサルバドル人の母親との間に生まれたハーフ。特技は柔道で黒帯を有している。
茨城県立佐和高等学校在学中にスカウトされて芸能界入り。モデルとして活動した後、1997年の日本テレビ系テレビドラマ『告白』で俳優デビュー。映画『13の月』では初監督を務めた。
2013年に日中合作映画『スイートハート・チョコレート』に出演して以来、中国映画・香港映画に多数出演するようになっている。2019年、韓国映画「鳳梧洞戦闘」に出演。
2000年にエランドール賞新人賞受賞。

## 出演

### テレビドラマ
- 告白（1997年、日本テレビ）
- GTO（1998年、関西テレビ） - 村井国雄 役
  - GTOリバイバル（2024年）[5]
- CHOOP夏休みドラマスペシャル入道雲は白　夏の空は青 (1998年、日本テレビ) - 哲夫 役
- P.A.(プライベート・アクトレス)（1998年、日本テレビ） - 羽村知臣 役
- 天国に一番近い男（1999年、TBS） - 中津川麻人 役
- ロマンス（1999年、日本テレビ） - 青木繁 役
- ビューティフルライフ（2000年、TBS） - 岡部巧 役
- ブラック・ジャックIII（2001年、TBS） - 河合健 役
- 忠臣蔵1/47（2001年、フジテレビ） - 清水一学 役
- First Love（2002年、TBS） - 木葉清一 役
- アイノウタ（2002年、BS-i）[6]
- 共犯者（2003年、日本テレビ） - 高杉亮 役
- 人間の証明（2004年版、フジテレビ） - ジョニー・ヘイワード 役
- 大河ドラマ（NHK）
  - 新選組!（2004年） - 久坂玄瑞役
  - 八重の桜（2013年） - 梶原平馬 役
- がんばっていきまっしょい（2005年、関西テレビ） - 大野健 役
- 零のかなたへ〜THE WINDS OF GOD〜（2005年、朝日放送）
- 天下騒乱〜徳川三代の陰謀（2006年、テレビ東京） - 徳川家光 役
- 戦国自衛隊・関ヶ原の戦い（2006年、日本テレビ） - 加納守役
- TBSテレビ50周年記念ドラマ特別企画 赤い奇跡（2006年、TBS） - 山田和樹 役
- たったひとつの恋（2006年、日本テレビ） - 斉藤 役
- ホリデードラマスペシャル 波のロード〜キレそうな俺の10日間〜（2007年3月21日、テレビ東京） ※主演
- 肩ごしの恋人（2007年、TBS） - 文ちゃん 役
- バンビ〜ノ! 第7話（2007年、日本テレビ） - 羽山靖秀 役
- BOYSエステ（2007年7月 - 9月、テレビ東京） - 森永叶 役
- 恋せども、愛せども（2007年8月19日、WOWOW） - 瀬間純市 役
- 猟奇的な彼女（2008年6月、TBS） - 祖父江信彦 役
- ヒットメーカー 阿久悠物語（2008年8月、日本テレビ） - 古田真一 役
- 浪花の華〜緒方洪庵事件帳〜（2009年1月 - 3月、NHK） - 若狭
- 朝食亭（2009年、WOWOW） - 朝倉清彦 役
- 必殺仕事人2009 第9話「怪物親」（2009年3月13日、朝日放送・テレビ朝日） - 椿伊織 役
- スマイル（2009年4月 - 6月、TBS） - 高柳刑事 役
- 刑事一代 平塚八兵衛の昭和事件史（2009年6月20日、テレビ朝日）
- カイドク〜都市伝説の暗号ミステリー〜（2009年6月30日、関西テレビ） - 雨宮刑事 役
- ジロチョー 清水の次郎長維新伝（2010年1月13日、テレビ東京） - 坂本竜馬役
- 最上の命医（2011年1月 - 3月、テレビ東京） - 桐生危 役
  - 最上の命医2016（2016年2月10日、テレビ東京） - 桐生危 役[7]
- NHKスペシャル 未解決事件 file.01「グリコ・森永事件」（2011年7月29・30日、NHK） - 吉山利嗣 役[8]
- 下町ロケット（2011年8月 - 9月、WOWOW） - 江原春樹 役
- 2夜連続ドラマスペシャル 最も遠い銀河（2013年2月2・3日、テレビ朝日） - 木島浩 役
- リバース〜警視庁捜査一課チームZ〜（2013年4月5日、日本テレビ） - 戸口雄平 役
- 空飛ぶ広報室（2013年4月 - 6月、TBS） - 村瀬勝彦 役
- ハニー・トラップ（2013年10月 - 12月、フジテレビ） - 荒井和人 役
- S -最後の警官-（2014年1月 - 3月、TBS） - 古橋誠二郎 役
- 私という運命について（2014年3月 - 4月、WOWOW） - 稲垣純平 役
- 55歳からのハローライフ 第3話（2014年6月28日、NHK） - 早坂洋一 役
- HERO 第8話（2014年9月1日、フジテレビ） - 権藤明 役
- ドラマスペシャル クロハ 〜機捜の女性捜査官〜（2015年2月22日、テレビ朝日） - 加我晃太 役
- 連続テレビ小説 まれ（2015年4月、NHK） - 桶作哲也 役
- 怪盗 山猫 第3話 - （2016年1月30日 - 、日本テレビ） - 犬井克明 役[9]
- 破獄（2017年4月12日、テレビ東京） - 藤原吉太 役[10]
- イノセント・デイズ（2018年3月 - 4月、WOWOW） - 井上敬介 役[11]
- ハゲタカ（2018年7月19日 - 9月6日、テレビ朝日） - アラン・フジタ 役[12]
- 大富豪同心（2019年5月 - 7月、NHK BSプレミアム / 10月 - 、NHK総合） - 村田銕三郎 役[13]
  - 大富豪同心スペシャル（2024年12月〈予定〉、NHK BSプレミアム4K）[14]
- トップリーグ（2019年10月5日 - 11月9日、WOWOW） - 酒井祐治 役[15]
- 24 JAPAN（2020年10月9日 - 2021年3月26日、テレビ朝日） - 南条巧 役[16]
- セイレーンの懺悔（2020年10月18日 - 11月8日、WOWOW） - 里谷太一 役[17]
- それでも愛を誓いますか?（2021年10月3日 - 、ABCテレビ・テレビ朝日系）
- 風の向こうへ駆け抜けろ（2021年12月18日・25日、NHK総合）[18]
- シジュウカラ 第7話 - 最終話（2022年2月19日 - 3月26日、テレビ東京） - 岡野克巳 役[19][20]
- 連続ドラマW ギバーテイカー（2023年1月22日 - 、WOWOW） - 今井要 役[21]
- OZU 〜小津安二郎が描いた物語〜 最終話「青春の夢いまいづこ」（2023年12月17日、WOWOW） - 松野 役[22]
- ゴールデンカムイ -北海道刺青囚人争奪編- 第3話 - 最終話（2024年10月20日 - 12月1日、WOWOW） - キロランケ 役[23][24]
- 風のふく島 第2話（2025年1月18日、テレビ東京） - 耕作 役[25]
- アポロの歌（2025年2月19日 - 4月2日、MBS・TBS） - 榎 役[26]

### 映画
- ドリーム・スタジアム（1997年）
- ときめきメモリアル（1997年） - 佐川浩介 役
- BLUES HARP（英語版）（1998年）主演 - 忠治 役
- カリスマ（1999年） - 桐山直人 役
- スペーストラベラーズ（2000年） - 高村功(ドラゴンアタック) 役
- ロックンロールミシン（2002年）主演 - 中山凌一 役
- チキン・ハート（2002年）
- 偶然にも最悪な少年（2003年） - タロー 役
- 精霊流し（2003年） - 石田春人 役
- 昭和歌謡大全集（2003年） - ノブエ 役
- 樹の海（2003年）
- 嗤う伊右衛門（2004年） - 直助 役
- 恋愛小説（2004年） - 武井宏行 役
- 髑髏城の七人（2005年） - 無界屋蘭兵衛 役
- いらっしゃいませ、患者さま。（2005年） - 風間 役
- フィーメイル「桃」（2005年）
- 探偵事務所5〜5ナンバーで呼ばれる探偵達の物語〜（2005年）
- LOVE MY LIFE（2006年） - 立花健吾 役
- 全身と小指（2006年）主演 - 宮本純 役
- ドルフィンブルー フジ、もういちど宙へ（2007年） - 比嘉剛 役
- XX (エクスクロス) 魔境伝説（2007年） - 朝宮圭一 役
- 恋する彼女、西へ。（2008年） - 矢田貝亨 役
- チーム・バチスタの栄光（2008年、東宝） - 鳴海涼 役
- 哀憑歌 〜CHI-MANAKO〜（2008年） - 友情出演
- ハンサム★スーツ（2008年11月） - 狭間真介 役
- イップ・マン 序章（2008年12月） - 三浦将軍 役[27]
- 守護天使（2009年） - 牧瀬和彦 役
- おと・な・り（2009年） - シンゴ 役
- TAJOMARU（2009年） - 畠山信綱 役
- 桜田門外ノ変（2010年） - 松平春嶽 役
- ばかもの（2010年12月） - 加藤 役
- SPACE BATTLESHIP ヤマト（2010年12月） - 斉藤始 役
- 奇跡のリンゴ（2013年6月） - もっちゃん 役
- スイートハート・チョコレート（2013年、日中合作映画） - 主演・木場総一郎 役（リン・チーリンとW主演）[28]
- S -最後の警官- 奪還 RECOVERY OF OUR FUTURE (2015年8月) - 古橋誠二郎 役
- グッドモーニングショー（2016年10月） - 秋吉克己 役[29]
- レイルロード・タイガー（2016年、中国映画） - 山口 役[30]
- アウトレイジ 最終章（2017年10月） - 吉岡 役[31]
- マンハント（2017年、香港・中国合作映画）[30]
- 食べる女（2018年） - 豆乃修治 役[32]
- 鳳梧洞戦闘（朝鮮語版）（2019年、韓国映画） - 草薙 役[33][34]
- ヤウンペを探せ!（2019年） - 主演・キンヤ 役
- リンボ（2021年、香港映画）[35]
- 夜叉 -容赦なき工作戦-（2022年、韓国映画） - オザワ・ヨシノブ 役[36]
- 貞子DX（2022年） - Kenshin 役[37]
- 彼方の閃光（2023年） - 友部 役[38]
- ゴールデンカムイ（2024年） - キロランケ 役
- ナイトフラワー（2025年公開予定） - 柳一郎 役[39]

### 配信ドラマ
- 親父の仕事は裏稼業（2012年8月20日配信、BeeTV） - 松田健次 役[40]
- 逃亡料理人ワタナベ（2019年3月23日 - 配信開始、ひかりTV） - 主演・亘鍋 篤 役[41]
- 恋に落ちたおひとりさま〜スタンダールの恋愛論〜（2022年3月18日配信、全10話、Prime Video）- 平沼圭吾 役[42]
- インフォーマ -闇を生きる獣たち-（2024年11月7日 - 、ABEMA） - 鬼塚拓真 役[43]
- 今際の国のアリス シーズン3（2025年9月25日配信予定、Netflix）[44]

### ドキュメンタリー
- 池内博之の漂流アドベンチャー 黒潮に乗って奇跡の島へ（2016年7月18日、NHK BSプレミアム）[45]
- 池内博之の漂流アドベンチャー2 黒潮のその先へ　南島奇談（2017年5月6日、NHK BSプレミアム）、バタン島
- 池内博之の漂流アドベンチャー3 明治冒険野郎 幻の宝島を求めて（2018年9月8日、NHK BSプレミアム）
- 池内博之の漂流アドベンチャー4 漂流４８４日　船頭重吉の究極サバイバル（2019年9月14日、NHK BSプレミアム）

### CM
- 参天製薬「サンテFXネオ」（1997年 - 1999年）
- 江崎グリコ「ポッキー」（1998年）
- キリンビバレッジ「キャディ」（1998年）
- 宝島社「SMART」（1999年）
- NEC 「デジタルーバムN502itHYPER・N503iHYPER」（2000年 - 2001年）
- ABCマート「adidas climachill sonic bounce」（2016年5月 - ）[46]
- Indeed「ONE PIECE」コラボCM（2018年） - ゾロ 役[47]

### 舞台
- 髑髏城の七人〜アオドクロ（2004年） - 無界屋蘭兵衛役
- 初仕事納め（2006年8月、新国立劇場/小劇場・THE PIT） - 主演：畑中準役
- リア王（2008年） - エドマンド役
- コースト・オブ・ユートピア　─ユートピアの岸へ（2009年） - ヴィッサリオン・ベリンスキー役
- イリアス（2010年9月4日 - 9月23日、ル・テアトル銀座） - ヘクトル 役[48]
- るつぼ（2012年10月29日 - 11月18日、新国立劇場小劇場） - ジョン・プロクター 役[49]
- マイ・ロマンティック・ヒストリー〜カレの事情とカノジョの都合〜（2013年8月16日 - 26日、シアタークリエ） - トム 役[50]
- 三文オペラ（2014年9月10日 - 9月28日、新国立劇場中劇場） - 主演・メッキース 役[51]
- シアターコクーン・オンレパートリー2015 禁断の裸体 -Toda Nudez Será Castigada-（2015年4月4日 - 25日、シアターコクーン / 4月29日 - 30日、シアターBRAVA!） - パトリーシオ 役[52]
- 赤道の下のマクベス（2018年3月6日 - 25日、新国立劇場小劇場 / 4月5日・6日、兵庫県立芸術文化センター阪急中ホール / 4月11日、穂の国とよはし芸術劇場PLAT主ホール / 4月15日、北九州芸術劇場中劇場） - 主演・朴南星 役[53][54]
- リボルバー 〜誰が【ゴッホ】を撃ち抜いたんだ?〜（2021年7月10日 - 8月1日、PARCO劇場 / 8月6日 - 15日、東大阪市文化創造館 Dream House 大ホール） - ゴーギャン 役[55]

### ラジオ
- FMシアター「アリラン」（2004年6月12日、NHKFM）[56]

### PV
- Crystal Kay「Kiss」（2005年）
- ゆずおだ/クリスマスの約束（2006年）